# 다카노 도시유키
다카노 도시유키(高野紀元, 1944년 ~ )는 일본의 전 외교관이다. 이토추 상사 고문. 

## 약력
- 1966년 외무공무원 채용 상급시험 합격.
- 1967년 도쿄대학교 졸업후 외무성에 들어감.
- 1997년 외무성 북미국장.
- 1999년 외무성 국제정보국장.
- 2001년 외무성 외무심의관
- 2003년 주한 일본 대사.
- 2005년 주독 일본 대사.

| 전임 데라다 데루스케 | 제14대 주대한민국 일본 대사 2003년 1월 24일 ~ 2005년 | 후임 오시마 쇼타로 |